# Großbergham
Großbergham ist ein Gemeindeteil der Gemeinde Obing im oberbayerischen Landkreis Traunstein. Zum dortigen Landgasthof gehört der Griessee im Naturschutzgebiet Seeoner Seen.
Die Anfänge des bäuerlich geprägten Straßendorfes Perkham (Perchheym, Perckhaim) liegen etwas im Dunkeln. Ein Grabhügelfund in dem Gebiet des Dorfes deutet auf eine Besiedelung schon in der Steinzeit hin.
Die ersten Hofnamen sind 1418 erwähnt (Schmied, Jocham), 1528 (Wohlschlager, Huber), 1540 (Schuster), 1549 (Fischer), 1629 (Lackner), 1630 (Schachner), 1669 (Haller). Die Kapelle des Dorfes stammt aus dem 17. Jahrhundert. Das älteste heute noch stehende Bauernhaus stammt aus dem Jahre 1729. 

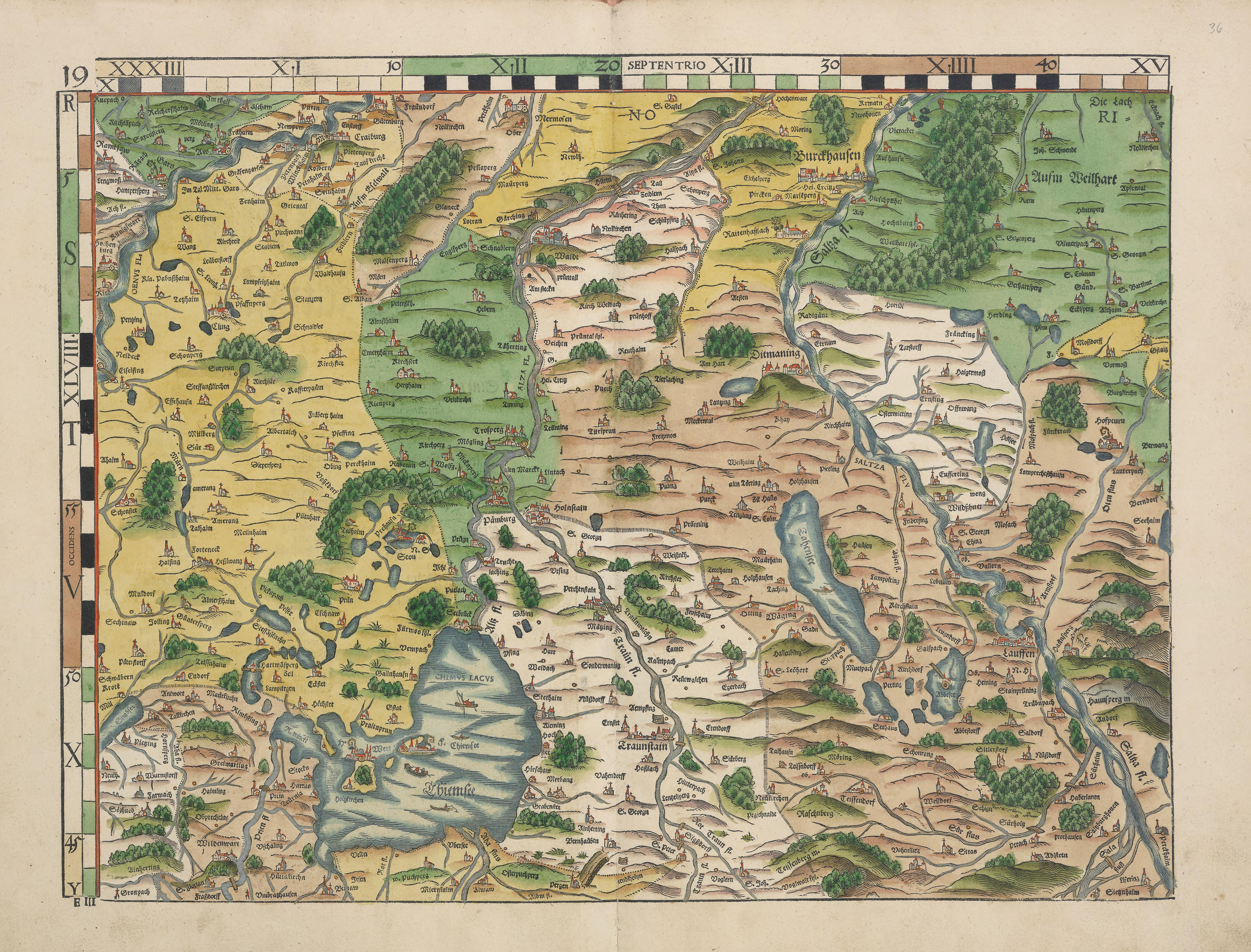
Perckhaim auf Apians Bairischen Landtafeln

Auf Philipp Apians Bairischen Landtafeln von 1568 ist es auf Tafel 19 als Perckhaim verzeichnet. Bereits auf einer Karte des frühen 18. Jahrhunderts ist es zur Unterscheidung von Kleinbergham als Großperkham verzeichnet.

## Baudenkmäler
Beim zugehörigen Anwesen Berg am Spitz (Großbergham 41) steht eine sogenannte Pestsäule. Am Ortsausgang in Richtung Landertsham die „Berghamer Kapelle“.

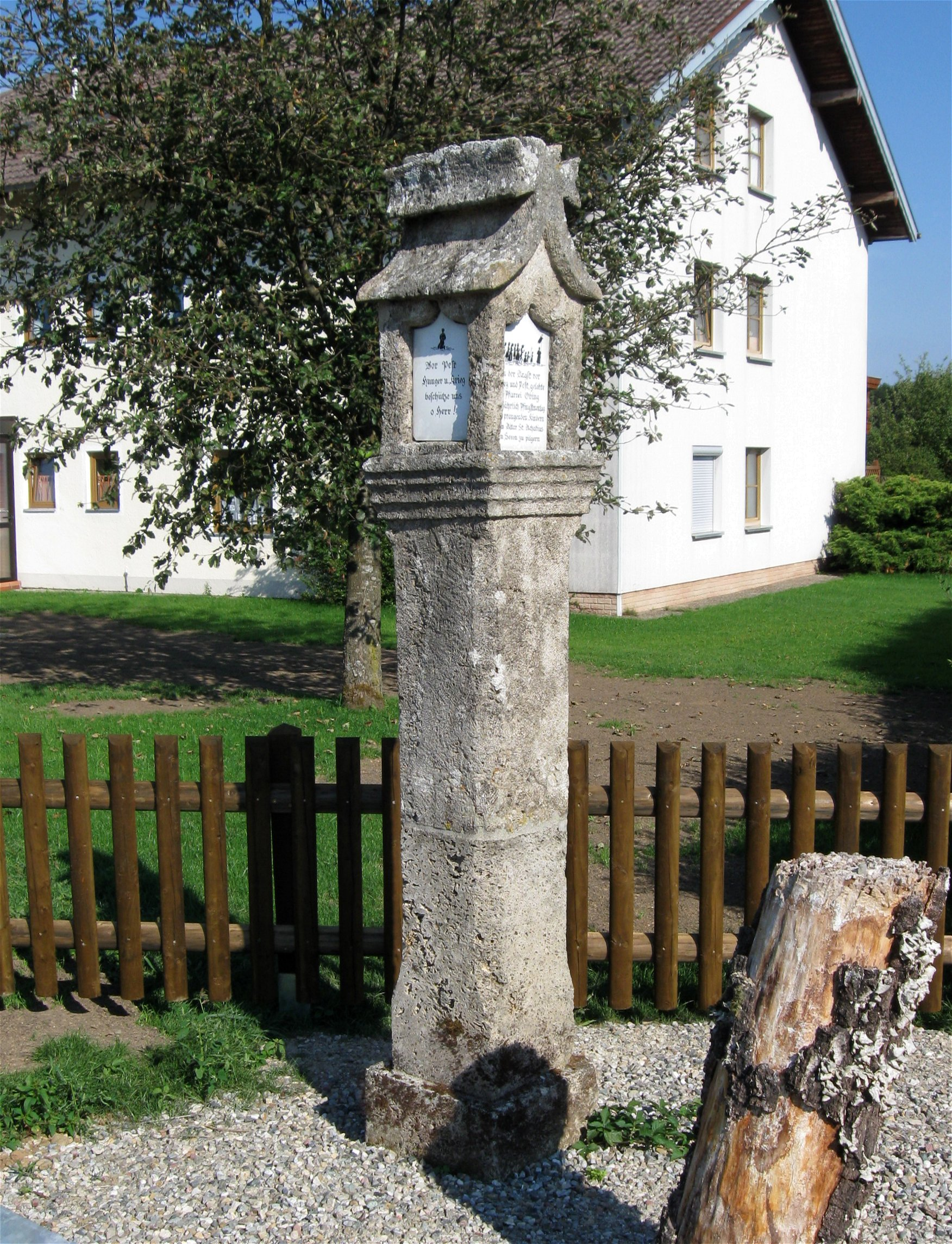